# Аричча
Аричча (італ. Ariccia) — місто й муніципалітет в Італії, у регіоні Лаціо, метрополійне місто Рим-Столиця.
Аричча розташована на відстані близько 25 км на південний схід від Рима.
Населення — 19 509 осіб (2014).
Щорічний фестиваль відбувається 9 лютого. Покровитель — Santa Apollonia.

## Демографія
Населення за роками:

Станом на 1 січня 2023 року в муніципалітеті офіційно проживали 1453 іноземці з 82 країн, серед них 701 громадянин країн Євросоюзу та 59 громадян України.

## Сусідні муніципалітети
- Альбано-Лаціале
- Апрілія
- Ардеа
- Дженцано-ді-Рома
- Ланувіо
- Немі
- Рокка-ді-Папа